# Malacomys longipes
Malacomys longipes — вид гризунів, який зустрічається в Африці на південь від Сахари від Нігерії до Кенії і на південь до Замбії та Анголи.

## Морфологічна характеристика
Довжина голови і тулуба від 120 до 183 мм, довжина хвоста від 151 до 190 мм, довжина ступні від 35 до 40 мм, довжина вух від 19 до 29 мм, вага до 130 грамів. Волосяний покрив оксамитовий. Верх коричневий. Голова сіра, з кінчиком морди, область навколо очей і голова чорного кольору. У деяких особин є жовтувато-біла пляма, що поширюється від чола до основи носа. Нижні частини сіруваті. Ноги вкриті дрібними білуватими волосками. Хвіст довший за голову і тіло, темний зверху і білуватий знизу. Каріотип 2n = 48, FN = 52.

## Середовище проживання
Мешкає в тропічних лісах, де віддає перевагу берегам струмків, і мулистим улоговинам, де зустрічається досить часто, до 2230 метрів над рівнем моря.

## Спосіб життя
Це нічний і наземний вид. Він будує гнізда з трави на землі. Іноді лазить на дерева. Харчується частинами рослин, комахами, равликами та жабами.